# Guy Lacelle
Guy Lacelle est un glaciériste et un planteur d'arbre né en 1955 en Ontario, mort le 10 décembre 2009, à l'âge de 54 ans, dans une avalanche près de Bozeman dans le Hyalite Canyon. 

## Réalisations
En 1997, il réalise en 5 heures et en solo le premier enchaînement de 3 voies de niveau WI5/6, Replicant, Terminator et Sea of Vapors sur le mont Rundle.

## Palmares
- Pure Ice Competition en 2000[4]
- Pure Ice Competition en 2001[4]
- Festiglace en 2004[4]
- Bozeman Ice Festival en 2007[2]

## Guy Lacelle Pure Spirit Award
Ses sponsors, Petzl, Arc'teryx et La Sportiva ont créé une récompense en sa mémoire. Le premier récipiendaire en est Eamonn Walsh.